# Ludovic Assemoassa
Amevou-Ludovic Assemoassa (Lyon, 1980. szeptember 18.  – ) togói válogatott labdarúgó. 

## Pályafutása

### Klubcsapatokban
Lyonban született, Franciaországban. Az Olympique Lyon utánpótlásában nevelkedett, ahol 1999 és 2001 között a B csapat tagja volt. 2001-től 2005-ig a Clermont Foot játékosa volt. 2005 és 2007 között a Ciudad Murciában játszott Spanyolországban. A 2007–08-as szezont a szintén spanyol Granadánál töltötte. 2010-ben az alacsonyabb osztályú francia Limonest Saint-Didierben fejezte be a pályafutását.

### A válogatottban
2005 és 2008 között 6 alkalommal szerepelt a togói válogatottban. Részt vett a 2006-os világbajnokságon, ahol Dél-Korea ellen kezdőként lépett pályára. A Svájc és a Franciaország elleni csoportmérkőzésen nem kapott lehetőséget.
Tagja volt a 2006-os afrikai nemzetek kupáján szereplő válogatott keretnek is.